# Mycedium spina
Mycedium spina är en korallart som beskrevs av Ditlev 2003. Mycedium spina ingår i släktet Mycedium och familjen Pectiniidae. IUCN kategoriserar arten globalt som otillräckligt studerad. Inga underarter finns listade i Catalogue of Life.